# 래드클리프 (그레이터맨체스터주)
래드클리프는 영국 그레이터 맨체스터주의 도시이다.